# Рубен Лофтус Чик
Рубен Ајра Лофтус Чик (енгл. Ruben Ira Loftus-Cheek; Лондон, 23. јануар 1996) енглески је фудбалер гвајанског порекла који наступа за Милан и репрезентацију Енглеске.

## Каријера
Са осам година је постао члан омладинске екипе Челсија. Са резервама Челсија је освојио ФА Куп младих у сезонама 2011/12. и 2013/14. За први тим је потписао уговор 2014. године. Дебитовао је 10. децембра 2014. године на утакмици против Спортинга из Лисабона у оквиру Лиге шампиона. Први наступ у Премијер лиги имао је 31. јануара 2015. године против Манчестер Ситија.
У сезони 2017/18. био је на позајмици у Кристал паласу и помогао је тиму да опстане у Премијер лиги.

## Наступи за репрезентацију
Играо је током периода од 2011. до 2015. за младе репрезентације Енглеске до 16, 17, 19 и 21 године.
Године 2017. дебитовао је на званичним утакмицама за сениорску репрезентацију Енглеске. Био је уврштен у састав Енглеске на Светском првенству у Русији 2018. године.

## Статистика каријере

### Репрезентативна
Статистика до 8. јула 2018.
| Тим      | Год.   | Наступи | Голови |
| -------- | ------ | ------- | ------ |
| Енглеска | 2017   | 2       | 0      |
| Енглеска | 2018   | 5       | 0      |
| Укупно   | Укупно | 7       | 0      |

## Трофеји
Челси
- Премијер лига: 2016/17.[8]
- Лига Европе: 2018/19.
- УЕФА суперкуп: 2021.

Милан
- Суперкуп Италије: 2024.